# Eufriesea
Eufriesea är ett släkte av bin. Eufriesea ingår i familjen långtungebin.

## Bildgalleri

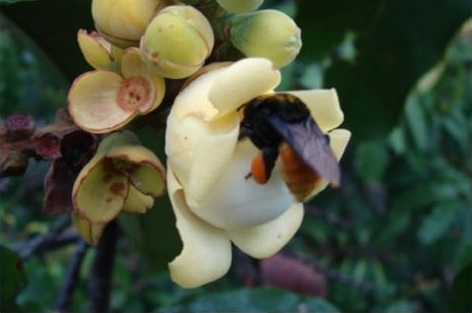

## Dottertaxa tillEufriesea, i alfabetisk ordning[1]
- Eufriesea aeniventris
- Eufriesea anisochlora
- Eufriesea aridicola
- Eufriesea atlantica
- Eufriesea auriceps
- Eufriesea auripes
- Eufriesea bare
- Eufriesea boharti
- Eufriesea brasilianorum
- Eufriesea caerulescens
- Eufriesea chaconi
- Eufriesea chalybaea
- Eufriesea chrysopyga
- Eufriesea combinata
- Eufriesea concava
- Eufriesea convexa
- Eufriesea corusca
- Eufriesea distinguenda
- Eufriesea dressleri
- Eufriesea duckei
- Eufriesea eburneocincta
- Eufriesea elegans
- Eufriesea excellens
- Eufriesea faceta
- Eufriesea fallax
- Eufriesea flaviventris
- Eufriesea formosa
- Eufriesea fragrocara
- Eufriesea kimimari
- Eufriesea laniventris
- Eufriesea limbata
- Eufriesea lucida
- Eufriesea lucifera
- Eufriesea macroglossa
- Eufriesea magrettii
- Eufriesea mariana
- Eufriesea mexicana
- Eufriesea mussitans
- Eufriesea nigrescens
- Eufriesea nigrohirta
- Eufriesea nordestina
- Eufriesea opulenta
- Eufriesea ornata
- Eufriesea pallida
- Eufriesea pretiosa
- Eufriesea pulchra
- Eufriesea purpurata
- Eufriesea rufocauda
- Eufriesea rugosa
- Eufriesea schmidtiana
- Eufriesea simillima
- Eufriesea smaragdina
- Eufriesea superba
- Eufriesea surinamensis
- Eufriesea theresiae
- Eufriesea tucumana
- Eufriesea velutina
- Eufriesea venezolana
- Eufriesea venusta
- Eufriesea vidua
- Eufriesea violacea
- Eufriesea violascens